# Кухарский, Бела
Бе́ла Куха́рский (венг. Kuharszki Béla; 29 апреля 1940, Будапешт — 7 марта 2016, Будапешт) — венгерский футболист, играл на позиции нападающего.

## Биография

### Клубная карьера
Кухарский в течение 10 сезонов играл за «Уйпешт», в составе которого становился в 1960 году чемпионом страны, четыре раза серебряным и два раза бронзовым призёром. В последующие годы играл за «Вёрёш Метеор Эдьетертеш» и «Вечеш», в котором закончил карьеру.

### Карьера в сборной
В составе сборной Венгрии на чемпионате мира 1962 года сыграл один матч против сборной Аргентины, который закончился со счётом 0:0. Всего за сборную Венгрии сыграл 6 матчей, в которых не забил ни одного мяча.

### Смерть
Скончался 7 марта 2016 года в Будапеште, в возрасте 75 лет.

## Достижения
«Уйпешт»
- Чемпион Венгрии (1) : 1959/60